# Canta (provincie)
Canta is een provincie in de regio Lima in Peru. De provincie heeft een oppervlakte van 1687 km² en heeft 15.122 inwoners (2015). De hoofdplaats van de provincie is het district Canta.
De provincie grenst in het noorden aan de provincie Huaral, in het oosten aan de regio Junín, in het zuiden aan de provincie Huarochirí en in het westen aan de provincie Lima.

## Bestuurlijke indeling
De provincie Canta is onderverdeeld in zeven districten, UBIGEO tussen haakjes:
- (150402) Arahuay
- (150401) Canta, hoofdplaats van de provincie
- (150403) Huamantanga
- (150404) Huaros
- (150405) Lachaqui
- (150406) San Buenaventura
- (150407) Santa Rosa de Quives

Barranca · Cajatambo · Cañete · Canta · Huaral · Huarochirí · Huaura · Oyón · Yauyos